# Gymnopleurus nyankpalaensis
Gymnopleurus nyankpalaensis är en skalbaggsart som beskrevs av S. Endrödi 1976. Gymnopleurus nyankpalaensis ingår i släktet Gymnopleurus och familjen bladhorningar. Inga underarter finns listade i Catalogue of Life.